# Роза Марія Годзевська
Роза Марія Годзевська (Польська вимова: [ˈruʐa ˈmarʲja ɡɔʑˈd͡ʑɛfska], також відома як Розочка Гозьєвська, Розочка — зменшувальне від її імені, літ. «Маленька троянда»; нар. 31 березня 1936 — пом. 29 жовтня 1989) — польська медсестра, відома як наймолодша медсестра Варшавського повстання 1944 року, коли вона була ще дитиною.

## Біографія
Роза Годзевська народилася 31 березня 1936 року. Її батько був убитий гестапо в 1943 році. Через рік, 1 серпня, місто Варшава було охоплено повстанням проти німецьких окупантів, а мирне населення опинилося в окупації. У боях на боці польських повстанців брала участь низка дітей-солдатів.
Годзевська, якій на той час виповнилося вісім років, допомагала в польовому шпиталі на вулиці Монюшкі, № 11 у Варшаві. Вона працювала медсестрою та спілкувалася з пацієнтами, давала їм пити воду та намагалася відганяти мух. У цьому польовому госпіталі лікувалися військові з Koszta Company — підрозділу польської Армії Крайової. Її родичка Ядвіга Обретенна, якій тоді було 19 років, також була медсестрою під час повстання.
На початку серпня 1944 року світлину Годзевської з пов'язкою Червоного Хреста зробив фотограф Євгеніуш Локайський (псевдонім «Брок») - боєць Армії Крайової, за місяць до власної смерті. Повстання, зазнавши великих втрат серед цивільних учасників, було врешті решт, придушене німцями 2 жовтня 1944 року. Годзевська та її сестра пережили війну. Згодом вона навчалася в гімназії, якою керували урсулинки, потім, закінчила Сілезький технологічний університет, а в 1958 році емігрувала до Франції, де вийшла заміж і народила двох дітей. Померла 29 жовтня 1989 року

## Пам'ять
На початку XXI століття її світлина здобула визнання, після використання у різних матеріалах, виданих Музеєм Варшавського повстання. Ця світлина була розкольорована в 2010-х роках, а наприкінці 2010-х була описана як «добре відома» і навіть як одна з найвідоміших світлин Варшавського повстання.